# Trembaceve, Novopskov
Trembaceve (în ucraineană Трембачеве) este un sat în comuna Pavlenkove din raionul Novopskov, regiunea Luhansk, Ucraina.

## Demografie
Componența lingvistică a localității Trembaceve
     Ucraineană (95,89%)
     Rusă (4,11%)
Conform recensământului din 2001, majoritatea populației localității Trembaceve era vorbitoare de ucraineană (95,89%), existând în minoritate și vorbitori de rusă (4,11%).